# Neudorf bei Scheßlitz
Neudorf bei Scheßlitz ist ein Gemeindeteil der Stadt Scheßlitz im oberfränkischen Landkreis Bamberg in Bayern.

## Geografie
Das Dorf liegt am nordwestlichen Rand der Heiligenstädter Flächenalb etwa fünfeinhalb Kilometer südöstlich von Scheßlitz auf einer Höhe von 553 m ü. NHN.

## Geschichte
Bis zum Beginn des 19. Jahrhunderts unterstand Neudorf der Landeshoheit des Hochstifts Bamberg. Die Dorf- und Gemeindeherrschaft übte dessen Amt Scheßlitz als Vogteiamt aus. Die Hochgerichtsbarkeit stand ebenfalls diesem Amt als Centamt zu. Als das Hochstift Bamberg infolge des Reichsdeputationshauptschlusses 1802/03 säkularisiert und unter Bruch der Reichsverfassung vom Kurfürstentum Pfalz-Baiern annektiert wurde, wurde Neudorf ein Teil der bei der „napoleonischen Flurbereinigung“ in Besitz genommenen neubayerischen Gebiete.
Durch die Verwaltungsreformen zu Beginn des 19. Jahrhunderts im Königreich Bayern wurde Neudorf mit dem Zweiten Gemeindeedikt 1818 eine Landgemeinde. Im Zuge der Gebietsreform in Bayern wurde die Gemeinde Neudorf am 1. Mai 1978 in die Stadt Scheßlitz eingegliedert. Im Jahr 1987 hatte Neudorf 108 Einwohner.

## Verkehr
Die Staatsstraße 2187, aus Süden von Herzogenreuth kommend, bindet an das öffentliche Straßennetz an. Nach der Durchquerung des Ortes verläuft sie in nördlicher Richtung nach Ludwag weiter.
Durch den Ort verläuft der Fränkische Marienweg.

## Baudenkmäler

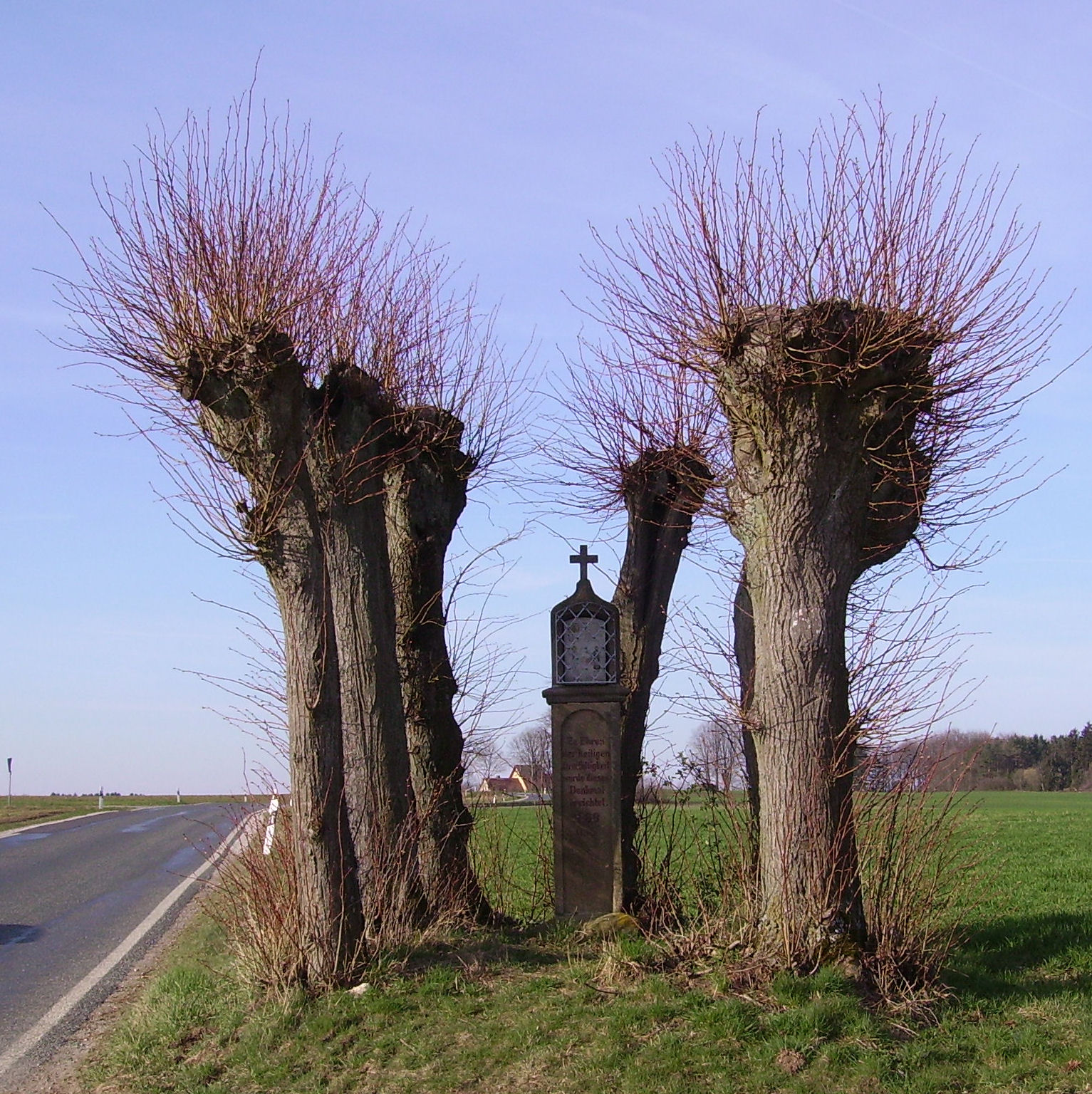
Der von mehreren Lindenbäumen umgebene Bildstock nördlich des Ortes

In und um Neudorf gibt es fünf denkmalgeschützte Objekte, darunter ein Bildstock etwa einen Kilometer nördlich des Dorfes.